# New Boston (Illinois)
New Boston es una ciudad ubicada en el condado de Mercer en el estado estadounidense de Illinois. En el Censo de 2010 tenía una población de 683 habitantes y una densidad poblacional de 188,9 personas por km².

## Geografía
New Boston se encuentra ubicada en las coordenadas 41°10′13″N 90°59′59″O / 41.17028, -90.99972. Según la Oficina del Censo de los Estados Unidos, New Boston tiene una superficie total de 3.62 km², de la cual 2.42 km² corresponden a tierra firme y (33.17%) 1.2 km² es agua.

## Demografía
Según el censo de 2010, había 683 personas residiendo en New Boston. La densidad de población era de 188,9 hab./km². De los 683 habitantes, New Boston estaba compuesto por el 99.27% blancos, el 0.15% eran afroamericanos, el 0.15% eran amerindios, el 0% eran asiáticos, el 0% eran isleños del Pacífico, el 0% eran de otras razas y el 0.44% pertenecían a dos o más razas. Del total de la población el 1.76% eran hispanos o latinos de cualquier raza.